# Grypopalpia uranopla
Grypopalpia uranopla is een vlinder uit de familie wespvlinders (Sesiidae), onderfamilie Sesiinae.
Grypopalpia uranopla is voor het eerst wetenschappelijk beschreven door Meyrick in 1934. De soort komt voor in het Afrotropisch gebied.